# Amata marina
Amata marina là một loài bướm đêm thuộc phân họ Arctiinae, họ Erebidae.